# Reticopsella orientalis
Reticopsella orientalis är en insektsart som beskrevs av Chandrasekhara A. Viraktamath 1996. Reticopsella orientalis ingår i släktet Reticopsella och familjen dvärgstritar. Inga underarter finns listade i Catalogue of Life.